# Manaure
Manaure ist eine Gemeinde (municipio) im Departamento La Guajira in Kolumbien.

## Geographie
Manaure liegt an der kolumbianischen Karibikküste im Norden des Departamentos La Guajira, ungefähr 63 Kilometer nordöstlich von Riohacha. Die Gemeinde grenzt im Norden an das Karibische Meer, im Südwesten an Riohacha, im Süden an Maicao und im Osten an Uribia.

## Bevölkerung
Die Gemeinde Manaure hat 120.417 Einwohner, von denen 52.329 im städtischen Teil (cabecera municipal) der Gemeinde leben (Stand: 2019).

## Geschichte
Die Stadt geht auf eine Siedlung nomadisch lebender Wayúu zurück. Die erste nicht-indigene Siedlung lässt sich auf das Jahr 1723 zurückverfolgen. Seit 1974 hat Manaure den Status einer Gemeinde.

## Wirtschaft

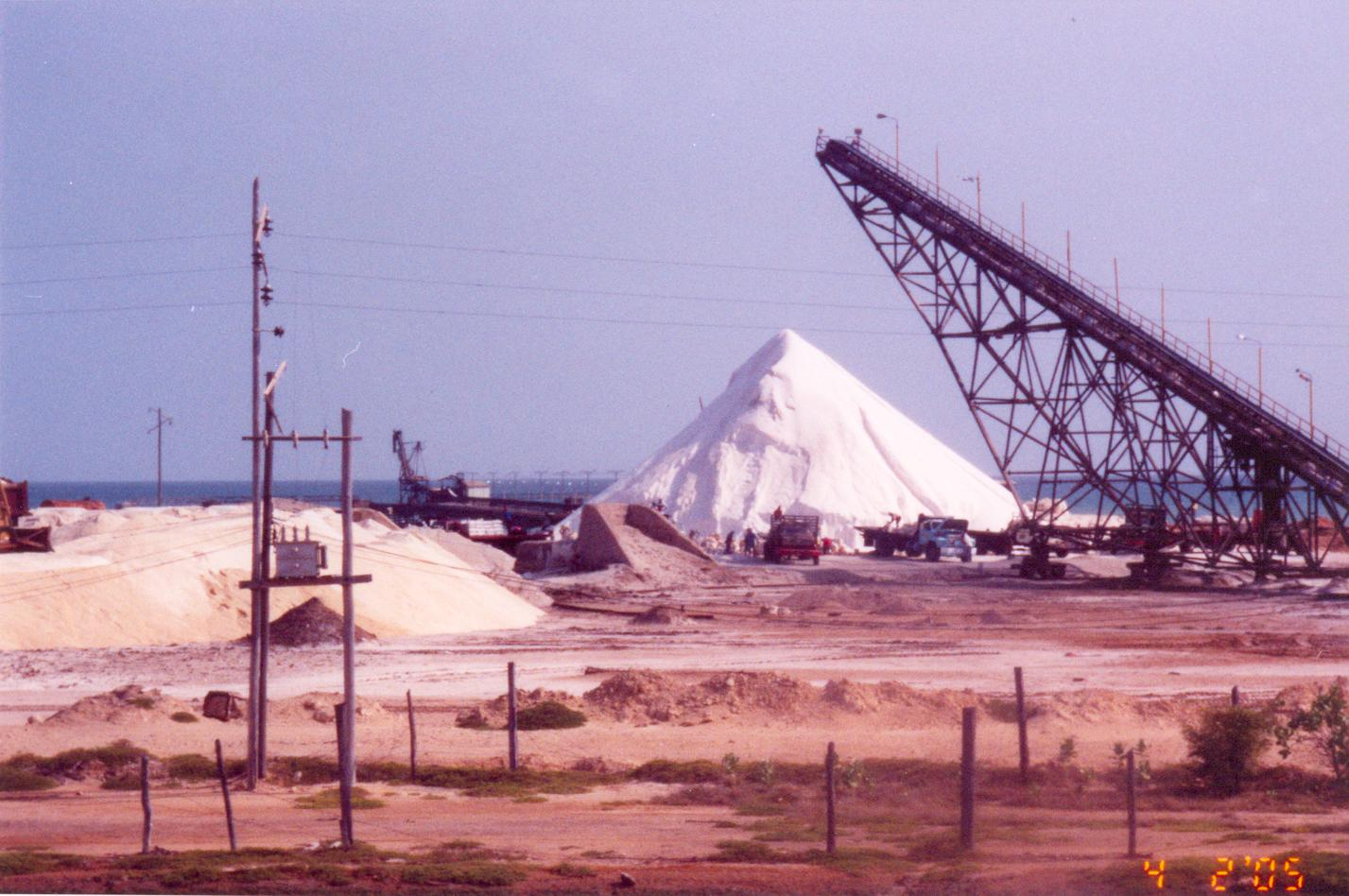
Salzabbau in Manaure

Die wichtigsten Wirtschaftszweige Manaures sind der Abbau von Erdgas und die Salzgewinnung. Die Erdgasreserven der Region sind die größten Kolumbiens. Bei den maritimen Salzgewinnungsanlagen handelt es sich um die wichtigsten des Landes. Außerdem spielt der Handel eine gewisse Rolle.